# Aeropuerto Internacional Jaime González
El Aeropuerto Internacional Jaime González (IATA: CFG, OACI: MUCF) es un aeropuerto que sirve a Cienfuegos, capital de la provincia de Cienfuegos, en Cuba. Este aeropuerto fue nombrado en honor a Jaime González Grocier,  Integrante de los primeros pilotos de la aviación en Cuba.

## Descripción
El aeropuerto, ubicado a tres kilómetros de la ciudad en la carretera a Caonao, recibe aviones de pequeño y mediano porte. Cuenta con una pista de 2,400 metros de largo por 50 de ancho de asfalto.

## Aerolíneas y destinos
| Aerolíneas | Destinos                     |
| ---------- | ---------------------------- |
| WestJet    | Estacional: Montreal–Trudeau |